# Chobham-Panzerung

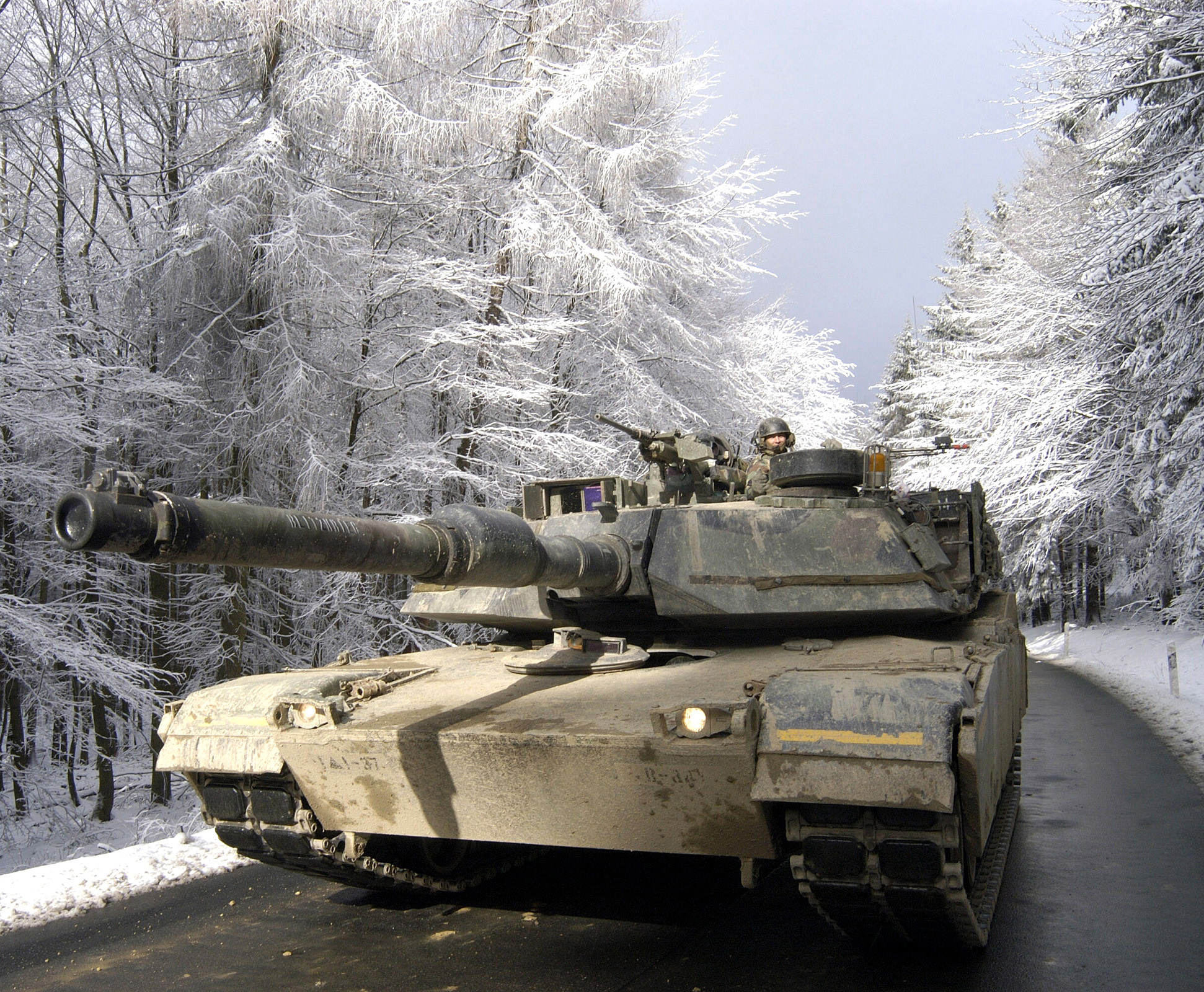
M1 Abrams mit Chobham-Panzerung

Eine Chobham-Panzerung ist eine Verbundpanzerung aus verschiedenen Materialien. Die Einzelteile bestehen aus Keramik-Verbundmaterial, das in Sandwichbauweise als Kacheln zwischen zwei Stahlplatten eingefügt wird oder wenigstens eine Stahlrückplatte hat. Daher müssen Fahrzeuge, die durch eine solche Panzerung geschützt sind, auf runde Formen verzichten. Die Verbundplatten befinden sich hintereinander in einem stählernen Behälter. Den Abschluss des Panzersystems bildet zumeist eine Schicht eines splitterfreien Materials wie Kevlar.

## Allgemein
Details moderner Militärtechnik unterliegen in der Regel der Geheimhaltung. Sowohl Firmen, die solche Panzerungen herstellen, als auch Soldaten, die sie reparieren, sind zu strengstem Stillschweigen verpflichtet. Daher kann über den genauen Aufbau der Panzerung auch nur spekuliert werden. Mögliche, für diesen Zweck nutzbare keramische Materialien sind: Aluminiumoxid, Siliciumcarbid und Borcarbid.
Die Chobham-Panzerung selbst stellt eine Entwicklung der Panzerfabrik in Chobham Common dar, die im Zweiten Weltkrieg erbaut wurde.
Eine Weiterentwicklung der Chobham-Panzerung ist die Dorchester-Panzerung. In diese Panzerung wurden zusätzlich zur Chobham-Panzerung Einlagen aus abgereichertem Uran eingearbeitet. Diese Panzerung kommt bei den letzten Modellen des Challenger-2-Kampfpanzers zum Einsatz.
Verbundpanzerungen sind eine Anpassung an moderne Waffensysteme, die durch einfachen Stahl schneiden wie „ein warmes Messer durch Butter“. Geschosse, die nach dem Prinzip der einfachen Explosion arbeiten, wurden bei panzerbrechenden Waffen durch HEAT-Munition (High Explosive Anti Tank) ersetzt; dabei formt die Explosion der Hohlladung einen Metallstachel, der den Durchschlag durch die Panzerung bewirkt. Trifft ein solcher Stachel einen durch Chobham-Panzerung geschützten Panzer, zerbersten die eingearbeiteten Keramiktäfelchen durch den Einschlag. Die dadurch entstehenden (herumfliegenden) Keramikteile zerstören die Geometrie des Stachels. Der Durchschlag verringert sich so um bis zu 96 % im Vergleich zu einer Stahlplatte gleichen Gewichts. Die tieferen Metallschichten absorbieren die kinetische Energie weiter. Mit Hilfe von Kompositpanzerungen wird die Wahrscheinlichkeit, einen Panzer mit einer Hohlladung zu zerstören, drastisch gesenkt.
Durch den verstärkten Einsatz von panzerbrechender Munition ohne Sprengkopf, den sogenannten KE-Penetratoren (kinetic-energy penetrator), die extrem hohe Aufprallgeschwindigkeit mit möglichst geringer Aufprallfläche in Relation zur Masse haben, wurde es notwendig, die Stärke der Panzerungen zu erhöhen. Dies realisieren zusätzliche Uran- oder Wolframschichten. Die Panzerung des US-Kampfpanzers M1 Abrams enthält außer der eigentlichen Chobham-Panzerung eine Schicht abgereichertes Uran; andere Panzer der letzten Generation verwenden eine Wolframlegierung dazu, mit oder ohne Chobham-Panzerung im eigentlichen Sinne.
Bis zum Zweiten Golfkrieg galt die Technologie der Chobham-Panzerung als bewährt, da trotz mehrfacher Einschläge von HEAT- und KE-Munition nur einzelne Panzer zerstört wurden. Während des Dritten Golfkrieges kam es zwar mehrfach zur Zerstörung einzelner M1-Abrams-Kampfpanzer, die eigentliche Chobham-Panzerung wurde aber nur sehr selten vom Projektil durchschlagen. Wegen der sehr hohen Kosten werden viele Teile eines Panzers nicht mit Chobham geschützt.